# William Kaelin Jr.
William G. Kaelin Jr., detto Bill (New York, 23 novembre 1957), è un medico statunitense.
È professore di medicina all'Università di Harvard e al Dana – Farber Cancer Institute. Il suo laboratorio studia le proteine soppressori del tumore. Kaelin ha ricevuto nel 2016 il premio Albert Lasker per la ricerca medica . Ha anche vinto il premio ASCO Science of Oncology 2016 e il premio AACR Princess Takamatsu 2016.
Nel 2019 gli viene assegnato il Premio Nobel per la fisiologia o medicina insieme al britannico Peter J. Ratcliffe e allo statunitense Gregg L. Semenza "per le loro scoperte su come le cellule percepiscono e si adattano alla disponibilità di ossigeno".